# Placidochromis fuscus
Placidochromis fuscus és una espècie de peix d'aigua dolça de la família dels cíclids i de l'ordre dels perciformes. Va ser descrit per M. Hanssens el 2004.

## Morfologia
Els adults poden assolir fins a 7,9 cm de longitud total.

## Distribució geogràfica
Es troba al llac Malawi (Malawi, Àfrica oriental).